# 31 de març
El 31 de març és el norantè dia de l'any del calendari gregorià i el noranta-unè en els anys de traspàs. Queden 275 dies per a finalitzar l'any.

## Esdeveniments
Països Catalans
- 1492: Els Reis Catòlics promulguen el Decret de l'Alhambra pel qual s'ordena l'expulsió dels jueus del territori de les corones d'Aragó i Castella i la confiscació dels seus béns.
- 1670, Ceret, Vallespir: els Angelets de la Terra assetgen la vila (Revolta del Vallespir).[1]
- 1706: Finalitzen les darreres Corts Catalanes de la història, presidides per Carles III d'Habsburg. La modernització constitucional del Principat de Catalunya aprovada per les Corts té com a objectiu, entre d'altres, millorar la garantia dels drets individuals, polítics i econòmics (per exemple, el secret de correspondència).
- 1861: Fundació de l'Orfeó Lleidatà.[2]
- 1921: S'estableix el Servei Meteorològic de Catalunya, per decret del Consell Permanent de la Mancomunitat de Catalunya, i Eduard Fontserè i Riba n'és nomenat director.
- 1944: Primer concert de l'Orquestra Municipal de Barcelona, actual OBC, dirigida per Eduard Toldrà, al Palau de la Música Catalana.[3]

Resta del món
- 1870, Anglaterra: Ramon Cabrera escriu al Pretendent carlí Carles VII notificant la seva renúncia al comandament de la causa legitimista.
- 1889, París, França: conclou la construcció de la Torre Eiffel.[4]
- 1907, París: Picasso presenta el quadre Les senyoretes d'Avinyó.
- 1909: Comença la construcció del Titànic.
- 1911: és amarat el Titànic.
- 1959, Estats Units: DC Comics publica Action Comics nº 252 que conté la primera aparició de Supergirl.[5]
- 1964, Brasil. S'inicia el cop d'estat que instaurà una dictadura militar fins al 1985.
- 1980, Argenteau-Trembleur, tancament de la darrera mina de carbó de Valònia.[6]
- 1998: Arrenca oficialment el projecte Mozilla, a partir de la idea que una comunitat de codi obert pot crear alternatives innovadores en projectes clau d'Internet.

## Naixements
Països Catalans
- 1886 - Ponts: Antoni Samarra i Tugues, polifacètic artista català.
- 1913 - Barcelona: Mari Josep Colomer, la primera aviadora catalana de la història i la tercera d'Espanya (m. 2004).[7]
- 1955 - València: Vicent Boluda Fos, empresari valencià, president del Reial Madrid el 2009.
- 1960 - Manacor: Aina Maria Sansó Rosselló, mestra d'escola i musicòloga experta en la cultura popular de Mallorca (m. 2017).
- 1980 - Terrassa: Ana Copado, jugadora catalana de waterpolo.
- 1984 - Arenys de Munt, Maresme: Ester Artigas i Miquel, jugadora d'hoquei sobre patins catalana.[8]
- 1995 - Beniparell: Noèlia Puertes Espadas, pilotaire valenciana, modalitat de raspall.

Resta del món
- 1596 - La Haye, França: René Descartes, filòsof.(m. 1650)[9]
- 1675 - Bolonya (Itàlia): Benet XIV, Papa.(m. 1758).[10]
- 1732 - Rohrau, Imperi Austríac: Franz Joseph Haydn, compositor (m. 1809)[11]
- 1811 - Göttingen: Robert Wilhelm Bunsen, inventor i químic alemany.[12]
- 1872:
  - Sant Petersburg: Aleksandra Kol·lontai, revolucionària comunista russa, d'origen cosac (m. 1952).[13]
  - Dublín (Irlanda): Arthur Griffith (irlandès: Art Ó Griofa) fou un líder nacionalista irlandès, un dels que es van encarregar de la negociació amb el govern britànic i per la qual Irlanda va quedar dividida en dues parts.(m. 1922).[14]
- 1874 - Viena, Imperi Austrohongarès: Ferdinand Scherber, musicòleg i compositor austríac.
- 1887 - Sant Sebastià: José María Usandizaga, compositor i pianista basc (m. 1915).
- 1890 - Adelaida (Austràlia): William Lawrence Bragg, físic i Premi Nobel de Física de l'any 1915 (m. 1942).[15]
- 1906 - Tòquio (Japó): Sin-Itiro Tomonaga, físic japonès, Premi Nobel de Física de l'any 1965 (m. 1979).[16]
- 1911 - Yutz, Mosel·la: Elisabeth Grümmer, soprano lírica alemanya  (m. 1986).[17]
- 1914 - 
  - Ciutat de Mèxic, Mèxic: Octavio Paz, escriptor i premi Nobel de Literatura de l'any 1990 (m. 1998).[18]
  - Queretes, Matarranya, Terol: Palmira Pla Pechovierto, pedagoga i mestra aragonesa (m. 2007).[19]
- 1916 - Sant Petersburg, Rússia: Zoé Oldenbourg, historiadora i novel·lista (m. 2002).[20]
- 1931 - Robert Ouko, ministre del govern de Kenya.
- 1932 - Kyoto (Japó): Nagisa Oshima, director de cinema i guionista japonès (m. 2013).[21]
- 1934:
  - Gorizia (Itàlia): Carlo Rubbia, físic italià, Premi Nobel de Física de l'any 1984.[22]
  - Beverly Hills, Califòrnia (EUA): Richard Chamberlain, actor estatunidenc de cinema i teatre.[23]
- 1939 - Wiesbaden,(Alemanya): Volker Schlöndorff director de cinema alemany. És un dels principals representants del Nou Cinema Alemany dels anys 1960-1970.[21]
- 1948 - Washington D.C., Estats Units: Al Gore, polític.[24]
- 1951 - Bangladesh: Firdausi Qadri, immunòloga especialista en les malalties infeccioses.[25]
- 1960 - Santa Cruz de la Sierra, Bolívia: Eduardo Rózsa Flores, actor, productor de cinema, escriptor, poeta, publicista i soldat en guerres iugoslaves.
- 1970 - Celje, Eslovènia: Alenka Bratušek, llicenciada en Empresarials, ha estat primera ministra d'Eslovènia.[26]
- 1972 - Santiago de Xile, Xile: Alejandro Amenábar, director i guionista hispanoxilè.[21]
- 2013 - Basauri: Sofía Otero, actriu basca.[27]

## Necrològiques
Països Catalans
- 1806: Francesc Dorca, religiós, historiador i erudit gironí.[28]
- 1919 - Barcelona: Dolors Monserdà i Vidal, escriptora i periodista catalana (n. 1845).[29]
- 1937 - Barcelona: Pauleta Pàmies, cèlebre ballarina de dansa clàssica i de dansa espanyola (n. 1851).[30]
- 1994
  - Barcelona: Josep Escobar, dibuixant de còmics (n. 1908).
  - Vinaròs, Baix Maestrat: Eugeni Giner, guionista i dibuixant de còmics valencià (n. 1924).
- 2010 - Canet de Rosselló: Arlette Franco, política nord-catalana a Canet de Rosselló (n. 1939).[31]
- 2020 - Barcelona: Víctor Nubla, músic, escriptor i gestor cultural, fundador i integrant de Macromassa (n. 1956).
- 2022:
  - Girona: Francesc Pardo i Artigas, sacerdot catòlic català, bisbe de Girona (n. 1946).
  - Sabadell: Pere Casas Torres, compositor català (n. 1957).

Resta del món
- 1621 - L'Escorial: Felip II d'Aragó i Portugal i III de Castella, rei de Castella, Aragó i Portugal.
- 1631 - Londres: John Donne, poeta anglès (n. 1572).
- 1703 - Eisenach: Johann Christoph Bach I, organista i compositor alemany.
- 1727 - Londres, Anglaterra: Isaac Newton, científic i filòsof anglès.
- 1821 - Viena: Josephine Brunsvik, probablement la dona més important en la vida de Beethoven (n. 1779).[32]
- 1850 - Washington DC (EUA): John C. Calhoun, polític estatunidenc, vicepresident dels Estats Units entre 1825 i 1832 (n. 1782).[33]
- 1855 - Haworth, Yorkshire, Anglaterra: Charlotte Brontë, escriptora anglesa (38 anys).[11]
- 1913 - Hartford, Connecticut (EUA): J.P. Morgan, financer i banquer estatunidenc (n. 1837)[33]
- 1917 - Marburg an der Lahn, Imperi Alemany: Emil Adolf von Behring, bacteriòleg alemany i Premi Nobel de Medicina.
- 1918 - Berlín: Anna vom Rath, salonnière alemanya a Berlín (n. 1839).[34]
- 1927 - Qingdao, Shandong (Xina): Kang Youwei (en xinès simplificat: 康有为), Intel·lectual, pensador, reformista i cal·lígraf que va viure durant els darrers anys de la dinastia Qing i els primers anys de la República.(n. 1858)[35]
- 1940 - Viena: Marie Egner, pintora austríaca.[36]
- 1945 - Múnic, República Federal Alemanya: Hans Fischer, químic i Premi Nobel de Química.
- 1980 - Tucson, EUA: Jesse Owens, atleta estatunidenc.
- 1981 - Rottingdeanː Enid Bagnold, novel·lista i dramaturga britànica (n. 1889).[37]
- 1983 - Cagnes-sur-Mer (Alps-Maritimes)ː Suzy Solidor, cantant, actriu i novel·lista francesa (n. 1900).[38]
- 1993 - San Juan (Puerto Rico): Nicanor Zabaleta, arpista basc (86 anys).
- 1995 - Corpus Christi, Texas, EUA: Selena Quintanilla, cantant estatunidenca (n. 1971).
- 2000 - París: Gisèle Freund, fotògrafa francesa nascuda a Alemanya (n. 1908).[39]
- 2005 - Madrid: Ángeles Gasset, pedagoga i professora espanyola (n. 1907).[40]
- 2008 - Pamplona, País Basc: Carlos Chivite, polític espanyol, militant del PSN-PSOE.
- 2008 - Atenes, Grècia: Jules Dassin, director de cinema i guionista.
- 2014, Wuxi: Phanthog, alpinista tibetana, primera dona a assolir l'Everest per la cara nord.[41]
- 2016 - Miami: Zaha Hadid, important arquitecta iraquiana, del corrent del desconstructivisme (n. 1950).[42]

## Festes i commemoracions
- Dia Internacional de la Visibilitat Transgènere, des de l'any 2009.[43]
- Onomàstica:
  - Sants Guiu de Pomposa i Guiu de Vicogne, abats;
  - Beata Joana de Tolosa, fundadora del tercer orde carmelita;
  - Venerable María Manuel, vídua i clarissa, morta en 1543 (alguns santorals, erròniament l'anomenen Maria Mamala i diuen que morí en 1453).
  - A l'anglicanisme: John Donne, poeta i prevere (commemoració).